# Syndipnus abbreviatus
Syndipnus abbreviatus là một loài tò vò trong họ Ichneumonidae.